# Генеральная ассамблея Уругвая
Генеральная ассамблея (исп. Asamblea General) — законодательный орган (парламент) Уругвая.
Её возглавляет вице-президент Республики (в 2024 году это Беатрис, Архимон ) и начинает первую сессию в марте каждого года. Сессия длится до 15 декабря, или только до 15 сентября, перед выборами. Новоизбранная Ассамблея начинает свою сессию на 15 февраля следующего года. Генеральная ассамблея собирается в указанные даты без предварительного уведомления органов исполнительной власти.
Штаб-квартира Генеральной Ассамблеи расположена в Монтевидео.

## Состав
Современный парламент состоит из двух палат:
- Верхняя палата — Сенат (исп. Cámara de Senadores) состоит из 31 сенаторов, 30 из которых избираются на 5 лет по пропорциональной системе. В палату также входит вице-президент.
- Нижняя палата — Палата депутатов (исп. Cámara de Diputados) состоит из 99 депутатов, избираемых на 5 лет по пропорциональной системе.

## История
Изначально парламент был однопалатным, двухпалатным он стал после вступления в силу Конституции 1830 года.